# Angela Clarke (Volleyballspielerin)
Angela Clarke (* 2. November 1975 in Adelaide) ist eine ehemalige australische Volleyball- und Beachvolleyballspielerin.

## Karriere Halle
Mit der U19–Nationalmannschaft nahm die in South Australia geborene Sportlerin an den Asienmeisterschaften teil. 1992 stand das Team in der Vorschlussrunde, 1994 reichte es noch zum sechsten Rang. Bei der Veranstaltung im Erwachsenenbereich ein Jahr später sprang das gleiche Resultat heraus. 2000 nahm Clarke mit der australischen Nationalmannschaft an den Olympischen Spielen in Sydney teil. Der Mannschaft gelang nur ein Sieg gegen Kenia, was das Aus in der Vorrunde bedeutete.

## Karriere Beach
Als Beachvolleyballerin bestritt Clarke ihre ersten internationalen Turniere bereits 1996 in der Weltserie mit Annette Huygens Tholen. Clarke/Tholen wurden Fünfte in Busan und dreimal Neunte. Bei der ersten Weltmeisterschaft in Los Angeles belegten sie 1997 den 17. Platz. Von 1997 bis 1999 spielte Clarke mit Natalie Cook. Neben zwei fünften Plätzen gelang dem Duo ein dritter Rang in Acapulco. Die WM 1999 in Marseille beendete es als Neunter. Im Jahr ihrer Olympiateilnahme spielte Clarke im Sand mit Nicole Sanderson. Anschließend trat sie mit Kylie Gerlic an. Bei der WM in Klagenfurt setzten sich die Australierinnen als Gruppenzweite in der ersten KO-Runde gegen die deutschen Pohl/Rau durch, bevor sie im Achtelfinale den späteren Turniersiegerinnen Adriana Behar/Shelda aus Brasilien unterlagen. Außerdem kamen sie bei den Goodwill Games in Brisbane auf Platz 13.
Mit ihrer neuen Partnerin Tania Gooley wurde Clarke 2002 jeweils Fünfte in Stavanger und Maoming. Im nächsten Jahr spielte sie drei Turniere mit Kerri Pottharst, die ihr einen neunten Rang beim Klagenfurter Grand Slam und zwei fünfte Plätze in Lianyungang und Bali brachten. Danach kam sie wieder mit Gerlic zusammen.  Bei der WM in Rio de Janeiro scheiterte das wiedervereinte Duo als Gruppenzweiter in der ersten Hauptrunde an den bulgarischen Jantschulowa-Schwestern. 2004 verpassten sie einen Platz bei den Olympischen Spielen in Athen, da Lochowicz und Pottharst im letzten Qualifikationswettbewerb auf Mallorca Vierte wurden und sich damit einen Vorsprung von 20 Punkten (1.284-1.264) erarbeiteten. Gerlic und Clarke belegten im letzten Wettbewerb den fünften Platz. 2005 gewannen sie ihr Auftaktspiel der WM in Berlin gegen die Deutschen Claasen/Röder, bevor sie in drei Sätzen gegen die Niederländerinnen Mooren/Kadijk verloren und nach einem weiteren Sieg in der Verliererrunde schließlich gegen Adriana Behar/Shelda ausschieden.